# RMS Berengaria
El RMS Berengaria (originalmente SS Imperator) fue un transatlántico construido para la naviera alemana Hamburg America Line (HAPAG), por los astilleros AG Vulcan. Sirvió durante el período comprendido entre 1913 y 1920 con el nombre Imperator, primero para la firma que lo encargó, y después de la Primera Guerra Mundial, sirvió para la Armada de los Estados Unidos. Más tarde fue transferido y utilizado por la naviera británica Cunard Line (al principio con su nombre original), que lo renombró definitivamente como «Berengaria». En el momento de su entrada en servicio en el año 1913 fue el barco de pasajeros más grande del mundo.

## Historia

### Construcción y puesta en servicio

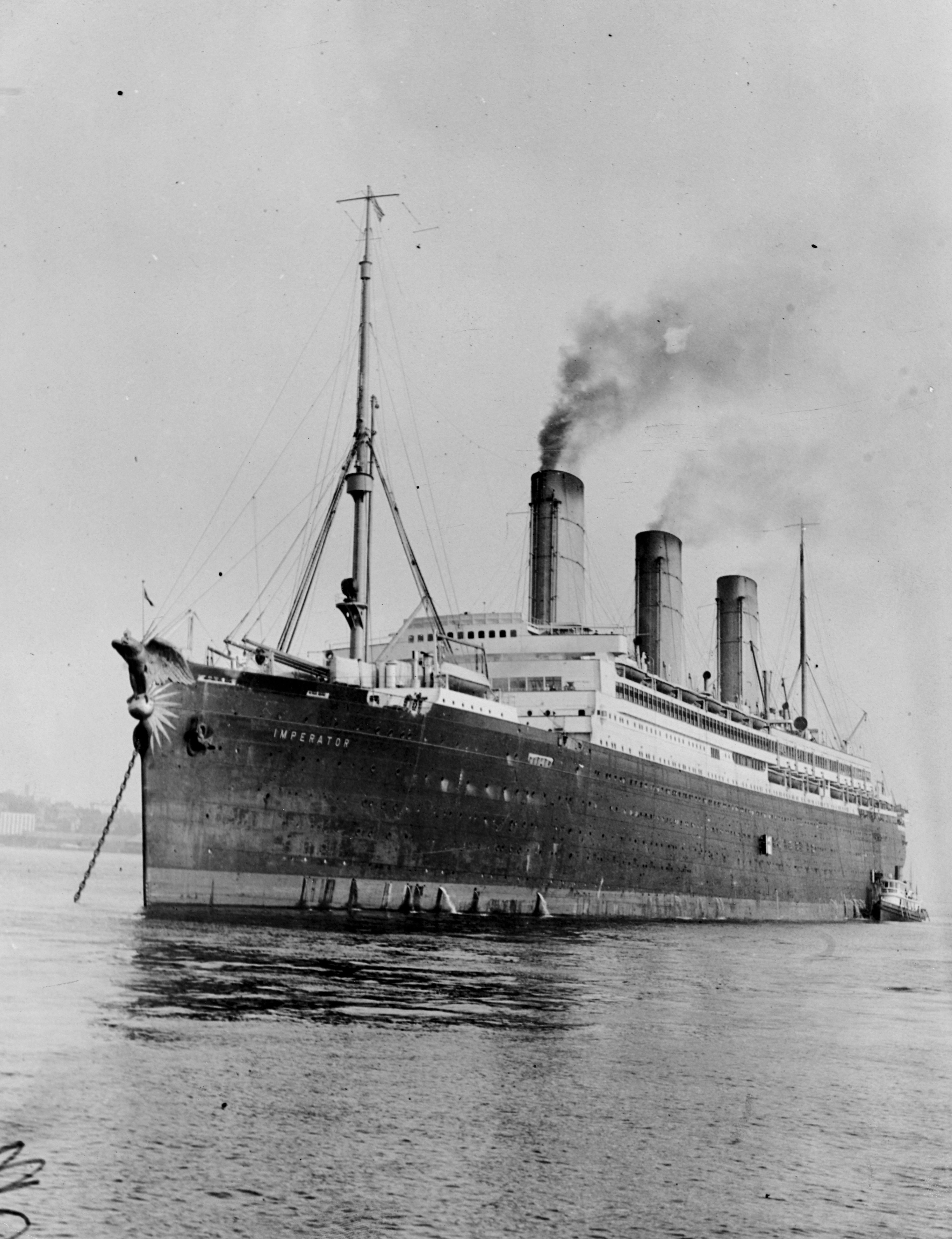
El Imperator en 1913, época en que pertenecía a HAPAG

El buque fue construido con el nombre Imperator en el astillero AG Vulcan Stettin, en Hamburgo, y fue botado al mar el 23 de mayo de 1912, pocas semanas después del naufragio del Titanic. Era el primero de los barcos de la clase Imperator, diseñada bajo los auspicios de Albert Ballin, y que estaría formada por dos buques más: el SS Vaterland y el SS Bismarck. Con un tamaño ligeramente mayor que el del RMS Olympic, el RMS Titanic y el HMHS Britannic, fue el buque de pasajeros más grande del mundo hasta la terminación del Vaterland, en 1914. La distintiva silueta del barco estaba coronada en la proa con un gran mascarón de un águila coronada sosteniendo entre sus garras un orbe realizado en bronce.
Realizó su primera travesía al servicio de la HAPAG en el trayecto Hamburgo-Southampton-Cherburgo-Nueva York el 11 de junio de 1913 al mando del comodoro de la línea Hans Ruser, llegando a Nueva York el 19 del mismo mes. Llevaba a bordo 4981 personas en total, siendo 859 pasajeros de primera clase, 647 de segunda clase, 648 de tercera clase, 1495 en clase inmigrante y 1332 tripulantes. El buque retornó a Europa partiendo desde Hoboken (Nueva Jersey) el 25 de junio de 1913.
En su primera arribada el práctico asignado para hacer entrar al buque en el canal de Ambrose, el capitán George Seeth, señaló que el barco se balanceaba de un lado a otro cuando con el timón se realizaban cambios en la dirección de la nave. Pronto fue apodado "Limperator" (de la palabra inglesa "limp": cojera en español).
El Imperator tuvo inicios bastante difíciles a partir de 1913 por diversas dificultades técnicas y deficiencias de ingeniería. En octubre del mismo año, regresó a los astilleros AG Vulcan para realizarle drásticas reformas con el fin de mejorar su manejo y estabilidad, ya que se había descubierto que su centro de gravedad era demasiado alto (ver altura metacéntrica). Para corregir el problema, se eliminaron todos los baños de mármol de las suites de primera clase y todos los muebles pesados fueron reemplazados por otros de mimbre, la altura de las chimeneas del buque se redujo tres metros, y finalmente, se vertieron 2000 toneladas de cemento en el doble fondo de la nave para resolver los problemas de navegabilidad. Además tuvo muchos siniestros menores debido a recalentamiento de máquinas y variados fallos eléctricos que tuvieron que ser subsanados sobre la marcha; por este motivo fue equipado con un avanzado sistema antiincendios de rociadores de agua en todo el largo de la nave.
A principios de 1914, durante la modernización del Imperator, el comodoro Ruser entregó el mando del buque al capitán Theo Kier, pasando así a tomar el mando del nuevo barco insignia de la empresa, el Vaterland, que estaba a punto de ser completado. El Imperator volvió al servicio el 11 de marzo, llegando a Nueva York cinco días después.
Entre sus características más lujosas, el Imperator contaba con una piscina de estilo pompeyano de dos cubiertas de altura para los pasajeros de primera clase.

### Primera Guerra Mundial y servicio con la Armada de Estados Unidos

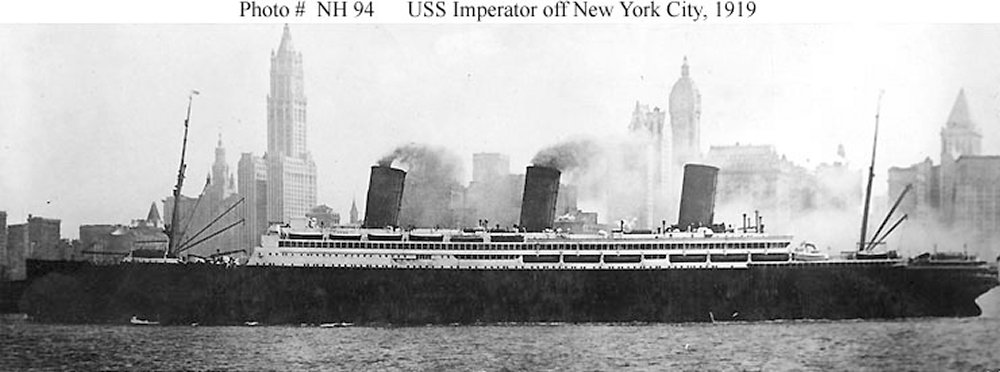
El USS Imperator (ID-4080) navegando en el puerto de Manhattan, Nueva York, en 1919

El Imperator permaneció amarrado en el puerto de Hamburgo durante toda la Primera Guerra Mundial y debido a sus deficiencias no se le destinó a ningún uso militar, ni se le instalaron afustes para artillería. 
Tras el armisticio del 11 de noviembre de 1918, el buque fue cedido al Allied Food Shipping and Finance Agreement, para uso temporal como transporte junto con el Vaterland (ahora renombrado USS Leviathan), para repatriar tropas estadounidenses desde Francia a EE. UU.
Dado de alta en la Armada de los Estados Unidos al mando del capitán Casey y rebautizado como USS Imperator (ID 4080), fue llevado a principios de mayo de 1919 al puerto de Brest en Francia, desde donde zarpó el día 15 de ese mes con 2100 militares estadounidenses y 1100 pasajeros civiles con destino a Nueva York donde arribó una semana más tarde. Operó desde el 3 de junio al 10 de agosto de 1919 con la Cruiser and Transport Force, realizando otros tres viajes en los que repatrió unos 25 000 soldados, enfermeras y civiles a los Estados Unidos. 
Al ser dado de baja de la Armada Estadounidense, fue transferido el 20 de septiembre de 1919 al British Shipping Controller en calidad de botín de guerra y se decidió que fuera operado por la naviera Cunard Line. El capitán Charles A. Smith y una tripulación completa fueron enviados a Nueva York en el Carmania. La entrega inicial a sus nuevos operadores tuvo lugar el 24 de noviembre, donde el buque fue recibido oficialmente por el superintendente de la Cunard, el capitán Miller, acompañado por su ayudante el capitán Palfrey. El Imperator fue trasladado al muelle 54 de la Cunard para su entrada en servicio.

### En servicio con la Cunard Line

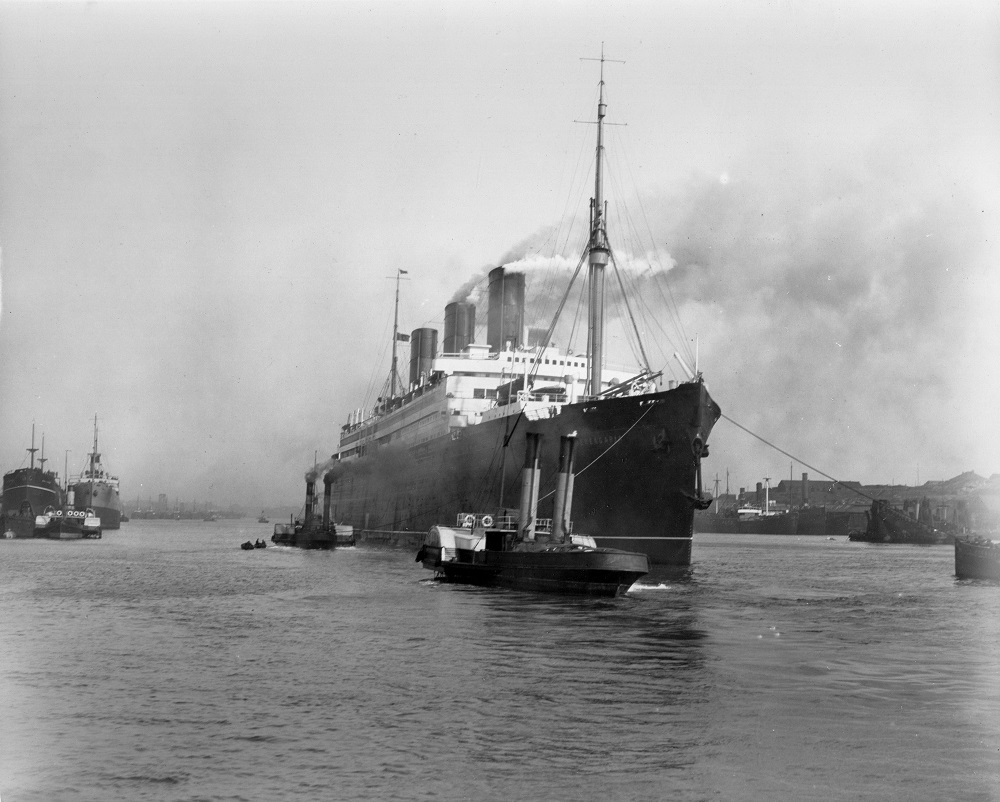
El RMS Berengaria en el río Tyne, después de incorporarse a la Cunard Line

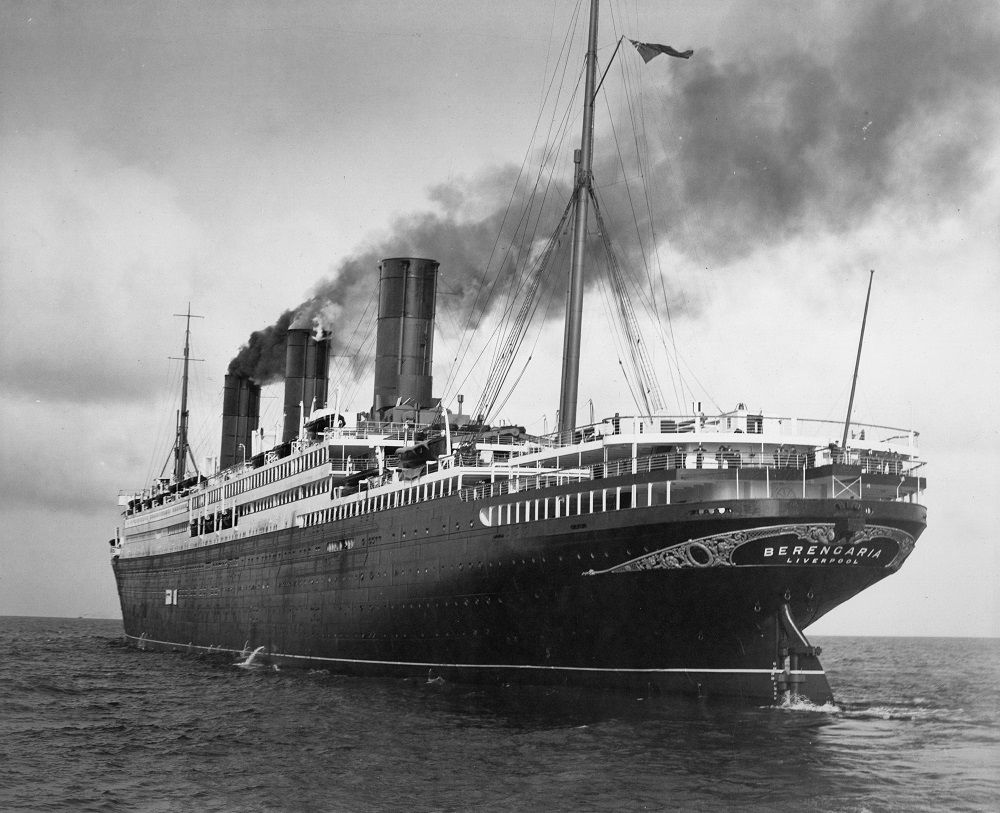
El Berengaria navegando tras la conversión de sus calderas de carbón a diésel, en 1921

El barco llegó a Southampton el domingo 10 de diciembre de 1919 y procedió a Liverpool para lo que se había planeado iba a ser una revisión rápida, ya que se contaba con que zarpara en su primer viaje para sus nuevos dueños el 10 de enero de 1920. Sin embargo, tras la inspección, la Cunard encontró el navío en pésimas condiciones de mantenimiento y tuvo que invertir miles de libras esterlinas para dejarlo como el resto de sus barcos operativos. Entre otras cosas, cuando el buque entró en el dique seco el 6 de enero, se descubrió que faltaba una pieza del timón y sus hélices sufrían de erosión en sus bordes; estos temas fueron atendidos mientras el buque era remozado con elementos y mobiliario de otros buques de la compañía: el hundido SS Transylvania y el RMS Carmania. Debido a la magnitud de la labor que tuvo que llevarse a cabo, el ahora RMS Imperator permaneció en Liverpool hasta el 21 de febrero, y durante este tiempo la cena anual de la empresa se celebró a bordo, antes de que el barco regresara al servicio en el Atlántico norte.[cita requerida]
El 2 de marzo de 1920, el barco partió desde Nueva York, tardando nueve días en llegar a Southampton. Durante el viaje, el Imperator tuvo una grave avería causada por un eyector de ceniza defectuoso. En este punto, Cunard decidió que el buque estaba en necesidad de una revisión importante y fue retirado del servicio.
El barco fue más tarde renombrado Berengaria, en honor a la reina Berenguela de Navarra (en inglés: Berengaria of Navarre), esposa del rey Ricardo I de Inglaterra. Muchos barcos de la Cunard habían sido bautizados con nombres de provincias del Imperio romano y tenían nombres que terminaban en "-ia". El Berengaria, como muchos, pero no todos los buques de Cunard, mantuvo el sufijo "-ia" al final de su nombre, pero al igual que varios buques de dicha firma, anteriores y posteriores, no fue bautizado con el nombre de una provincia del mundo antiguo.
Sir Arthur Rostron (ex capitán del RMS Carpathia) tomó el mando del Berengaria en julio de 1920 (retirándose en este buque en 1928). En 1921, el Berengaria y el Aquitania fueron enviados a los astilleros Armstrong Whitworth de Walker-on-Tyne para que sus máquinas propulsoras fuesen modificadas para poder consumir petróleo en lugar de carbón.
En mayo de 1934, encalló en las orillas de barro de Calshot en el Solent, y tuvo que ser sacado del barro por cuatro remolcadores de Southampton. El buque no sufrió ningún daño y el incidente no afectó a su programa de navegación.
Sirvió en la línea a Nueva York durante catorce años como barco insignia de Cunard hasta 1934, año en que fue reemplazado por el Majestic (ex Bismarck) tras la fusión de la compañía con la White Star Line. En los siguientes años fue utilizado en viajes discontinuos para soslayar la prohibición que existía en buques de bandera norteamericana de servir bebidas alcohólicas debido a la llamada Ley Seca, lo que le valió el desafortunado apodo de "Bargain-area" (área de negociación).
Hacia el final de su carrera sufrió varios incendios eléctricos causados por el envejecimiento de su cableado, y la Cunard White Star Line optó por retirarlo en 1938, pero permaneció amarrado durante todo el período previo al comienzo de la Segunda Guerra Mundial, siendo vendido a Sir John Jarvis, quien había comprado el Olympic en 1935, para proporcionar empleo a su región proveyendo trabajo de desmantelamiento a obreros de Southampton en el río Tyne, en Jarrow. Fue totalmente desguazado en 1946.

## Galería

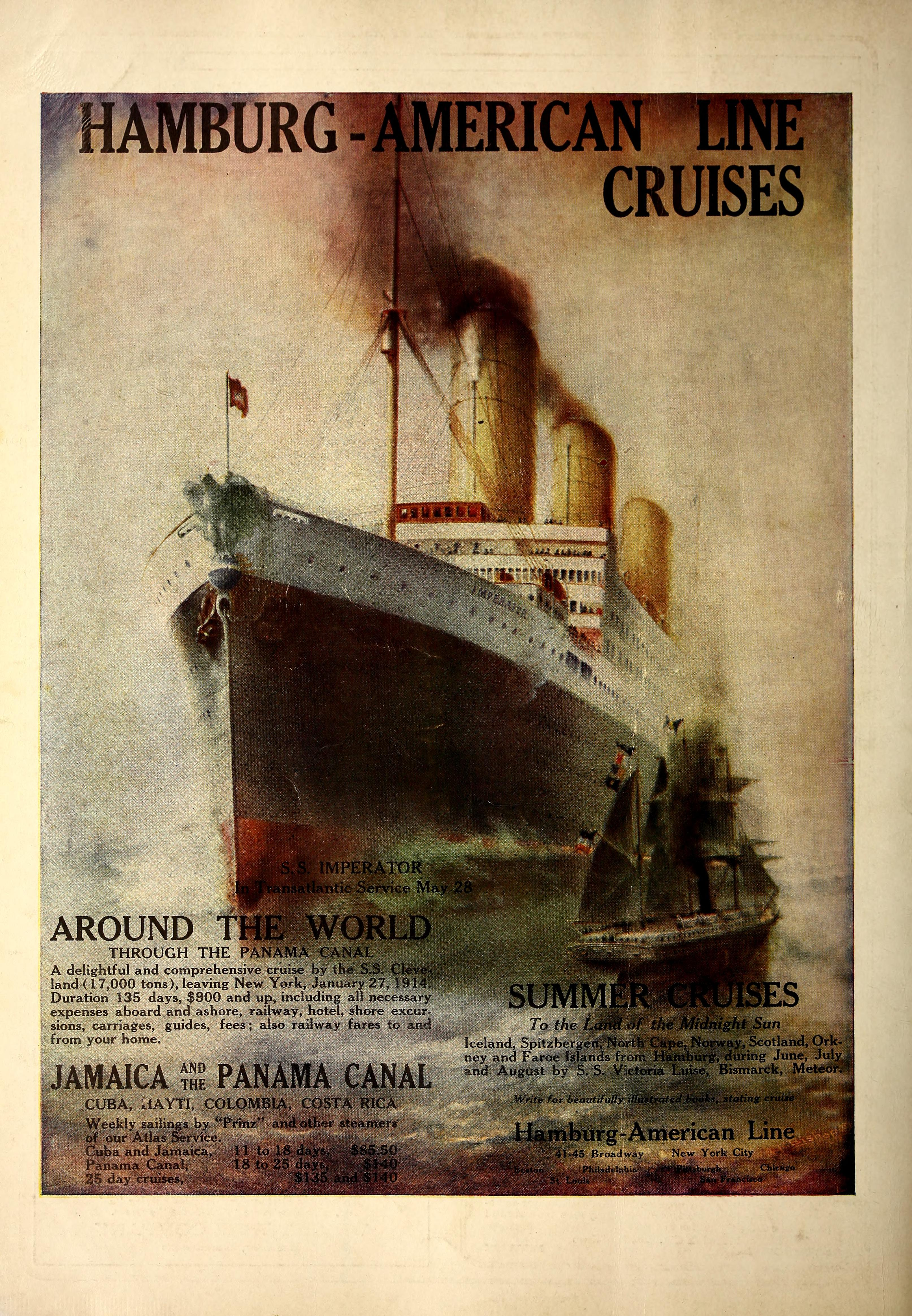
El Imperator en la portada de un anuncio de la Hamburg America Line, c. 1913
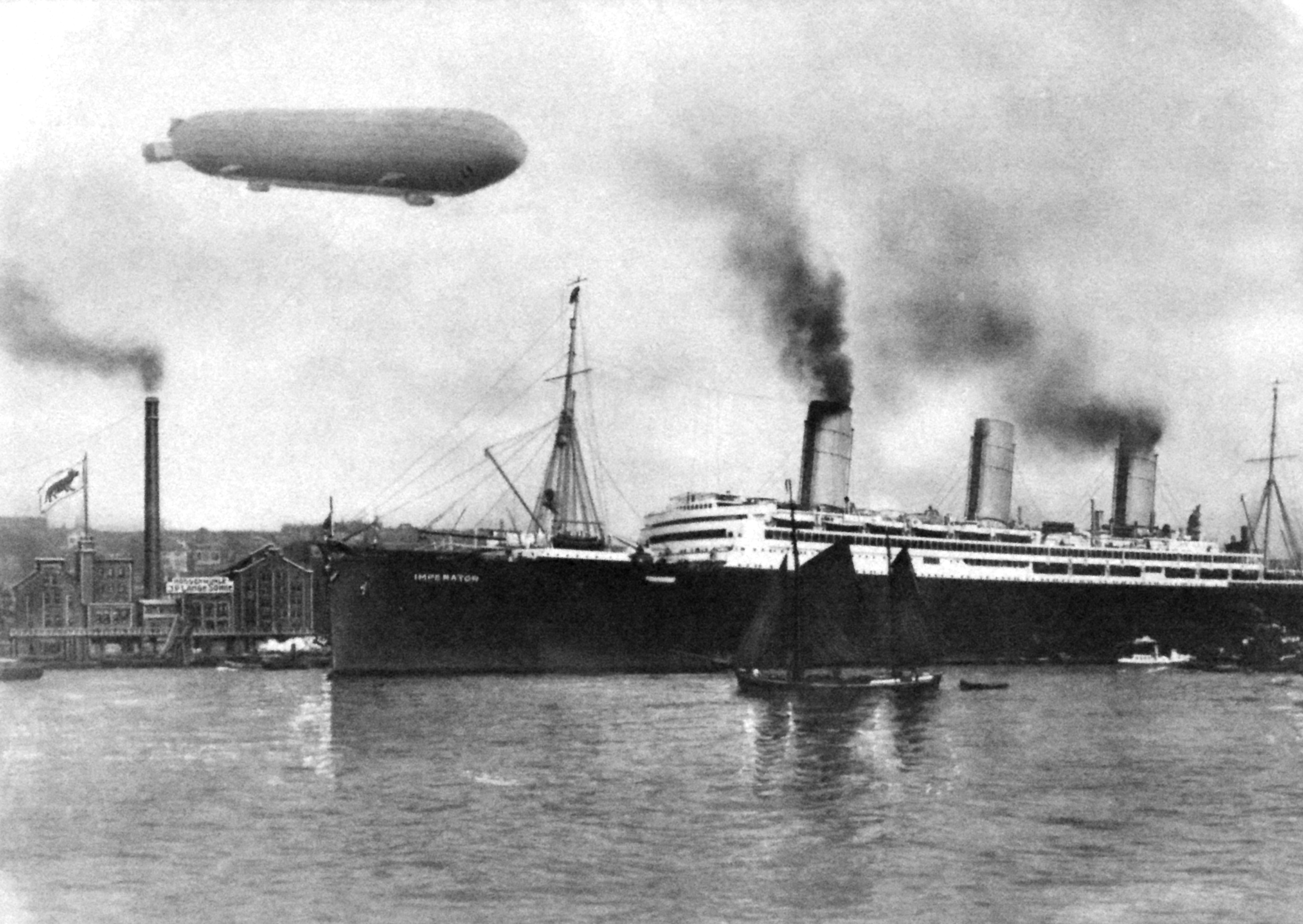
El Imperator arribando al puerto de Hamburgo, durante su época como transatlántico de la HAPAG
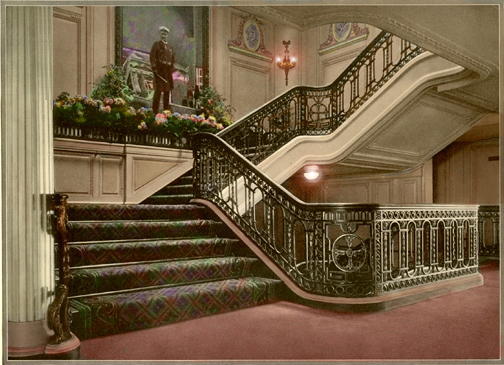
Escalera de primera clase del Imperator (c. 1913)
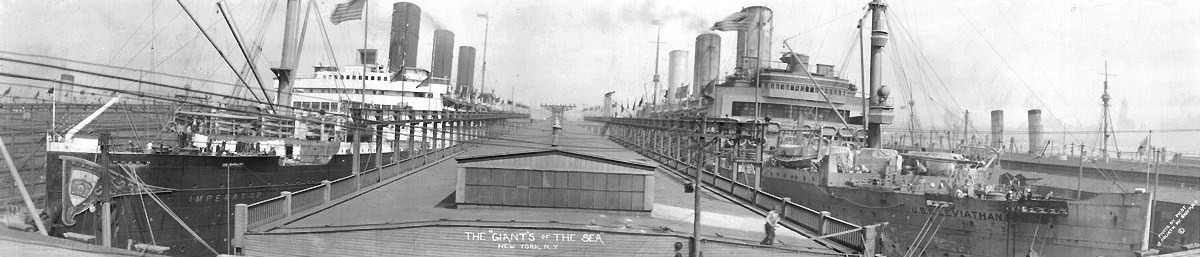
El USS Imperator (izq.) atracado junto al USS Leviathan (der.) en Hoboken (Nueva Jersey)
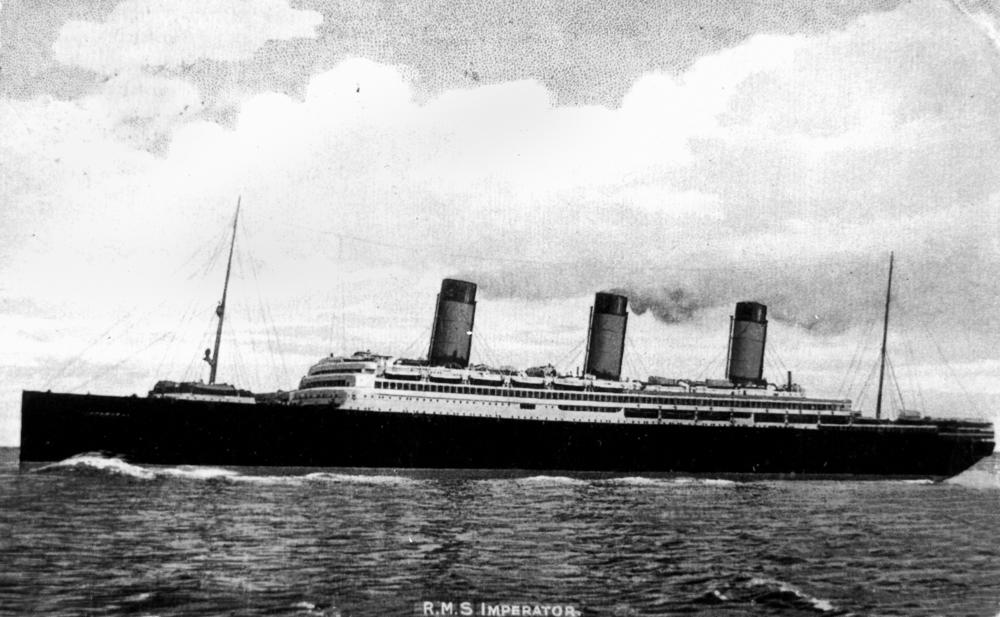
Postal del RMS Imperator en sus primeros servicios con Cunard, antes de ser rebautizardo como Berengaria (1920)
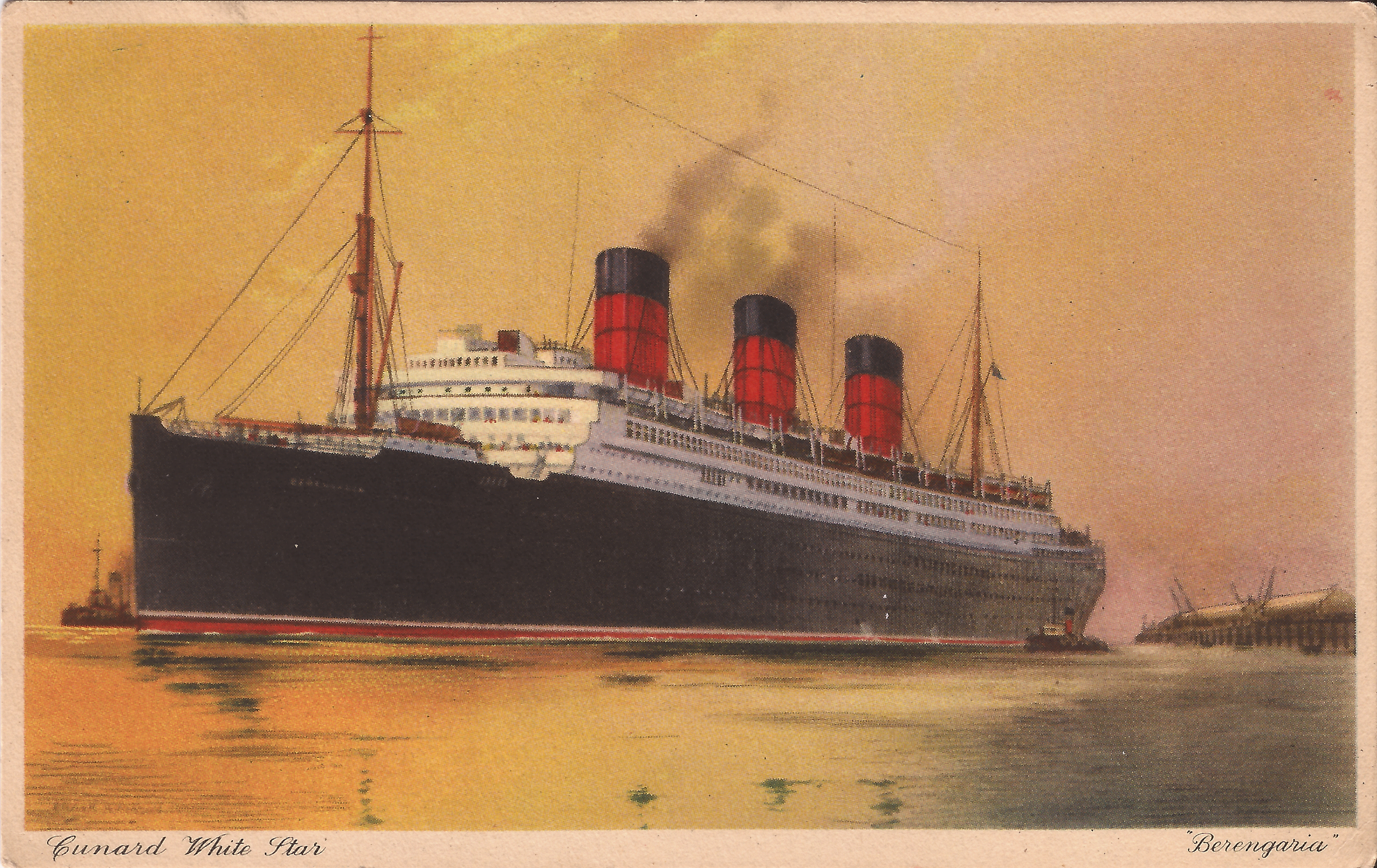
El Berengaria en una postal de la Cunard White Star Line
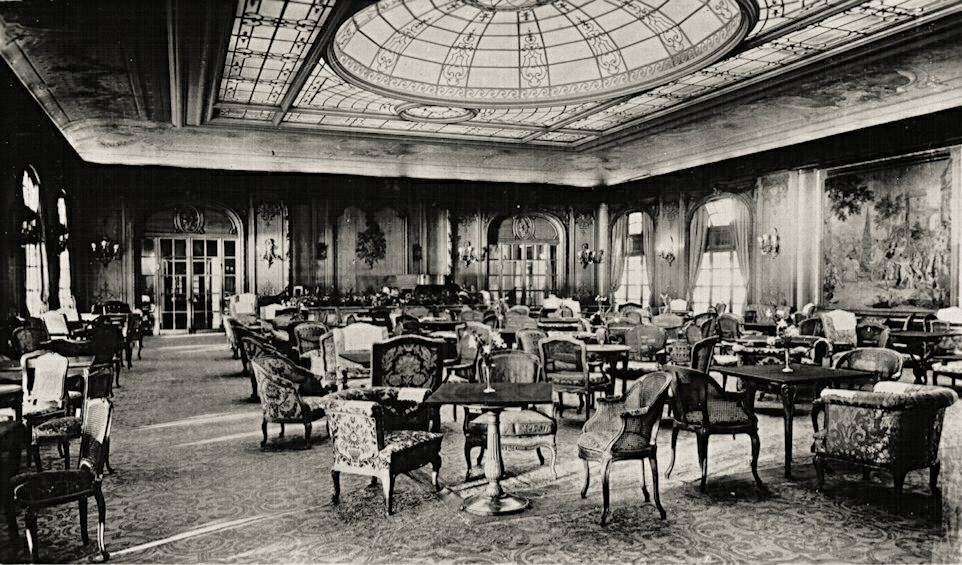
Salón de primera clase a bordo del Berengaria